# Flora Britannica
Flora Britannica (abreviado Fl. Brit.) es un libro con ilustraciones y descripciones botánicas que fue escrito por el botánico inglés, fundador de la Sociedad Linneana de Londres, James Edward Smith. Fue editado en Londres en tres volúmenes en los años 1800-1804.

## Publicación
- Volumen nº 1, 14 Mar-29 Apr 1800;
- Volumen nº 2, 14 Mar-29 Apr 1800;
- Volumen nº 3, 29 Mar 1804